# Domanda effettiva
Il principio della domanda effettiva, in macroeconomia, consiste nell'assunzione secondo cui il livello della produzione, e quindi del reddito, risulta influenzato dal livello della domanda aggregata. Il principio può anche essere enunciato dicendo che le variazioni del reddito portano in equilibrio risparmio e investimento. La domanda effettiva è il punto nel quale il ricavo previsto da un dato livello di occupazione eguaglia il prezzo complessivo di offerta, ed è il livello al quale si attesterà la produzione.
La domanda effettiva è composta da consumo e investimento. Il primo è richiesto dalle famiglie (i consumatori); il secondo è dato dalle aspettative di rendimento della produzione degli imprenditori/produttori. La produzione effettiva è influenzata dalla domanda effettiva e questo può generare (quando si contrae la domanda) variazioni della produzione e quindi variazioni della forza lavoro e aumento della disoccupazione. La capacità produttiva di solito non è mai sfruttata del tutto. Se aumenta la domanda oltre la capacità produttiva, ciò comporta, oltre variazioni della forza lavoro e occupazione, variazioni dei prezzi e, in ultima analisi, inflazione.

## La domanda effettiva nella storia del pensiero economico
Questo principio è alla base delle formulazioni teoriche di alcuni economisti. Il più conosciuto tra questi è John Maynard Keynes, che l'ha utilizzato nella sua Teoria generale dell'occupazione, dell'interesse e della moneta. In realtà, anche altri economisti prima di Keynes avevano teorizzato questo principio: tra essi vi sono Michał Kalecki, Thomas Robert Malthus e Karl Marx.
La teoria in questione afferma il contrario di quanto sostenuto da Jean-Baptiste Say e dalla sua celebre "legge", in base alla quale l'offerta genera una domanda di importo equivalente.